# روبن سوريا
روبن سوريا (بالإسبانية: Rubén Soria)‏ مواليد 23 يناير 1935 في الأوروغواي، هو لاعب كرة قدم أوروغوياني. يلعب كمدافع. سبق له أن لعب في كأس العالم لكرة القدم مع منتخب بلاده.

## روابط خارجية
- روبن سوريا على موقع الاتحاد الدولي (مؤرشف)  (الإنجليزية)
- روبن سوريا على موقع Soccerway.com (الإنجليزية)
- روبن سوريا على موقع عالم كرة القدم.نت (الإنجليزية)